# Gonzalo Frechilla
Gonzalo Antonio Frechilla (nacido el 8 de agosto de 1990) es un jugador de fútbol internacional de la República Dominicana, que actualmente juega al fútbol universitario como mediocampista en el Florida International Golden Panthers de los Estados Unidos.
Frechilla jugó en la República Dominicana para Bauger FC, equipo de la capital Santo Domingo, y en Argentina para Newell's Old Boys y Nueva Chicago.

## Trayectoria
- Bauger FC  2005-2008

- Newell's Old Boys  2008-Cedido

- Nueva Chicago  2009-2010

- Maryland Terrapins  2010-2011

- Florida International Golden Panthers  2012-presente